# Heterusia triflavata
Heterusia triflavata är en fjärilsart som beskrevs av Paul Dognin 1903. Heterusia triflavata ingår i släktet Heterusia och familjen mätare. Inga underarter finns listade i Catalogue of Life.